# Hans Albertsson
Hans Albertsson (Tranås, 5 marzo 1940) è un ex cestista ed ex altista svedese.

## Carriera
Con la Svezia ha disputato due edizioni dei Campionati europei (1965, 1969).